# 22666 Джозефчерч
22666 Джозефчерч (22666 Josephchurch) — астероїд головного поясу, відкритий 17 серпня 1998 року.
Тіссеранів параметр щодо Юпітера — 3,466.